# Comandos Armados del Pueblo
Los Comandos Armados del Pueblo fueron uno de los primeros grupos guerrilleros que actuaron en la Ciudad de México. Debido a que era un grupo con pocos integrantes fue aplastado rápidamente en el otoño de 1971, pues se limitaron a llevar a cabo actos de vandalismo y asaltos a negocios.

## Historia
En los archivos donde se narran los interrogatorios a integrantes del grupo fueron conociéndose en febrero de 1971, teniendo acercamientos en reuniones y congresos, compartiendo sus puntos de vista y la consiguiente creación de grupo. En los interrogatorios también el grupo confirma que tuvo acercamiento con Pablo Alvarado Barrera, conocido guerrillero fundador del Movimiento 23 de Septiembre y militante de la Liga Comunista 23 de Septiembre, pero el grupo estuvo constituido en un aislamiento absoluto, careciendo incluso de una base social, siendo uno de los factores de su rápida desarticulación. Cabe destacar que Jerónimo Martínez Díaz, uno de los primeros arrestados, mantenía una amistad con Ramiro Bautista Rosas, un soldado en activo, quien le suministro distintos manuales de uso oficial.
Los militantes Roque Reyes García y Aurora González Meza fueron arrestados el 17 de septiembre de 1971, posteriormente fueron asesinados extrajudicialmente o desaparecidos otros miembros como  Guadalupe López Hernández (alías "López Gladys", Hortencia García Zavala, Macrina Cárdenas Montaño, Antonio García González y Jerónimo Martínez Díaz.
A Roque Reyes García se le dio una pena de 18 años por los delitos de asociación delictuosa, fabricación de armas prohibidas y robo a mano armada, pero fue amnistiado el 14 de septiembre de 1977, aunque después fungio como líder del Sindicato de Trabajadores de la Universidad Nacional Autónoma de México y ayudar a financiar el periódico Madera La última vez que fue visto con vida fue el 10 de septiembre de 1981, después de que anunciara que viajaría a Tuxpan a entregar un artículo. Desde aquel entonces exmiembros del grupo, familiares del grupo y asociaciones civiles han estado en la búsqueda de Roque Reyes García.